# Станьовци
Станьовци е село в Западна България. То се намира в община Брезник, област Перник.

## География
Село Станьовци се намира в планински район.
През селото текат две реки Светля и Клисурка. Селото се намира в подножието на планините Балчар, Грудеж и Могила.

## Редовни събития
Съборът на селото е на Спасовден с курбан.

## Личности
- Ст. Иванчев, български революционер от ВМОРО, четник на Михаил Чаков[2]

Към 3 декември 2011 г. най-възрастния жител на селото е Иванка Станкова Тончева, която е родена на 26 септември 1909 г. Следващият по старост е Иван Андонов Тончев е роден на 1 февруари 1912 г.